# Alsómoécs község
Alsómoécs község (románul: Comuna Moieciu) község Brassó megyében, Romániában. Központja Alsómoécs, beosztott falvai Drumul Carului, Felsőmoécs, Kheja, Magura, Pestera.

## Népessége
A 2011-es népszámlálás adatai alapján a község népessége 4892 fő volt.